# Artur Chamski
Artur Marek Antoni Chamski (ur. 22 kwietnia 1979 w Bystrzycy Kłodzkiej) – polski aktor i piosenkarz, od 2001 związany zawodowo z teatrem Studio Buffo. Dyrektor artystyczny teatru ekologicznego Bohema House.

## Życiorys

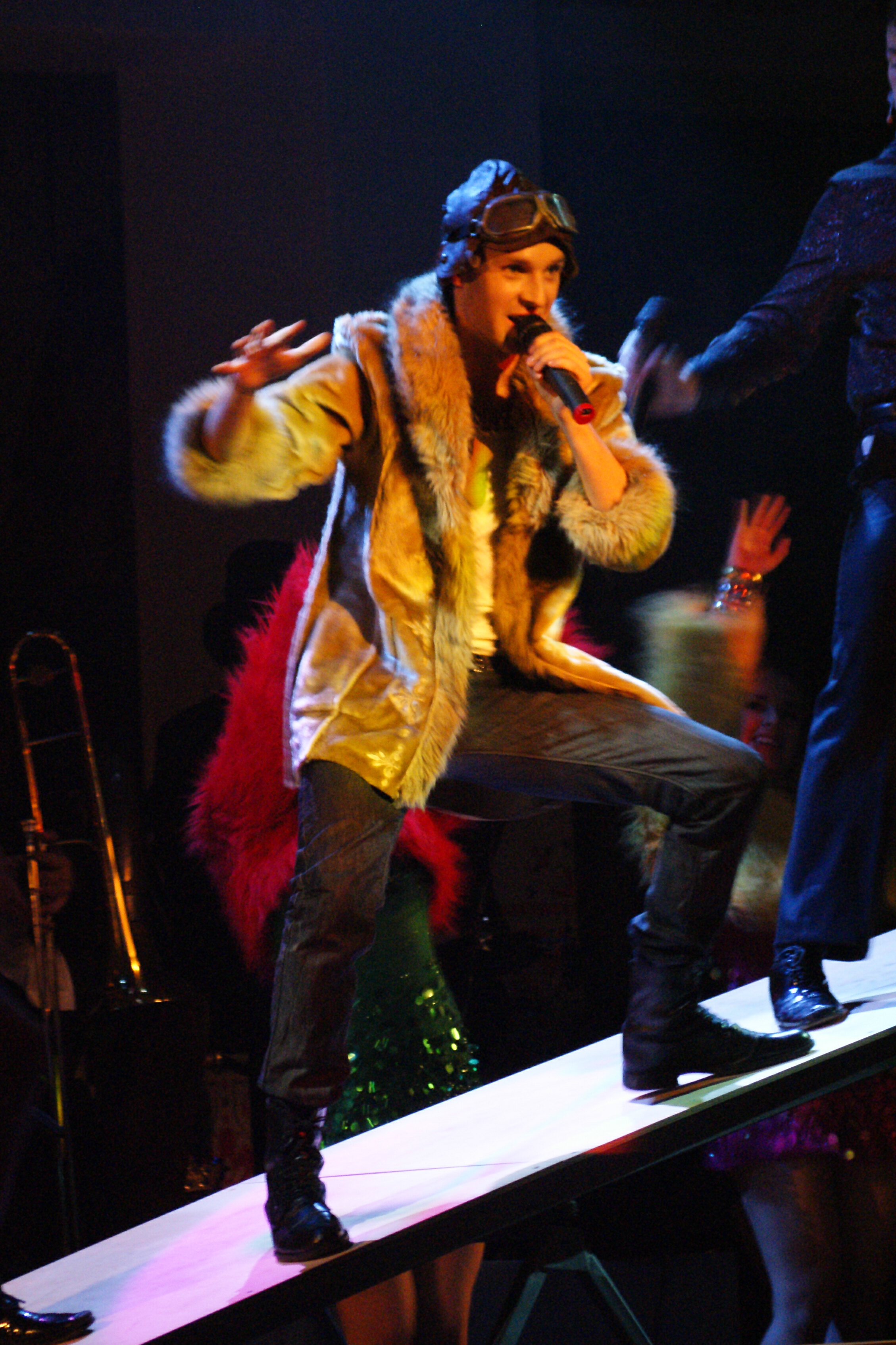
Chamski podczas spektaklu w teatrze Studio Buffo.

Ma dwóch braci, Damiana i Marcina. W 2004 ukończył studia na Wydziale Lalkarskim filii PWST we Wrocławiu. Będąc na drugim roku studiów, nawiązał współpracę z teatrem Studio Buffo, w którym zagrał m.in. w musicalach Metro i Romeo i Julia. Śpiewał chórki w programach Przebojowa noc i Złota sobota w reżyserii Janusza Józefowicza. W 1999 wziął udział w odcinku programu Szansa na sukces z piosenkami Zdzisławy Sośnickiej. W 2004 rozpoczął współpracę ze sceną młodzieżową Teatru na Woli. W 2005 zajął drugie miejsce w plebiscycie redakcji ifilm.pl na najciekawszego aktora młodego pokolenia.
W 2008 zwyciężył w czwartej edycji programu rozrywkowego Jak oni śpiewają w telewizji Polsat, a po udziale w talent show wydał debiutancki maxi-singel, również zatytułowany Jak oni śpiewają. 14 lutego 2009 z utworem „Kilka słów” zajął czwarte miejsce w konkursie Piosenka dla Europy 2009, będącym krajowymi eliminacjami do 54. Konkursu Piosenki Eurowizji w Moskwie. W tym samym roku zajął trzecie miejsce w szóstej, mistrzowskiej edycji Jak oni śpiewają. W 2014 zajął czwarte miejsce w finale pierwszej edycji programu rozrywkowego Twoja twarz brzmi znajomo w Polsacie i zagrał w 2421. odcinku programu TVP2 Familiada.
Jest dyrektorem artystycznym teatru ekologicznego Bohema House.

## Filmografia
- 2005: Oficer – Mykoła, student Akademii Europejskiej
- 2005: Podróż Niny – Szymon
- 2005: Boża podszewka – żołnierz rosyjski
- 2005: Klinika samotnych serc – Konrad Sowa, chłopak Magdy Kubicz
- 2005: Kryminalni – Bartek
- 2005–2006: Na dobre i na złe – Mariusz Kuberski
- 2006: Kochaj mnie, kochaj! – Radek, asystent Ewy Novina-Radzimirskiej
- 2006: Apetyt na miłość – Michał, brat Irminy
- 2006-2007: Fala zbrodni – Kamil Stefański
- 2007–2008: Na Wspólnej – Patryk
- 2008: Małgosia contra Małgosia – Rafał
- 2008: Twarzą w twarz – policjant
- 2009: Generał Nil – Krzyk
- 2009: Do wesela się zagoi – kandydat na pracownika
- 2009: Pierwsza miłość – Gabriel Kuleszak, psychopata zakochany w Emilii Śmiałek
- 2009: Mniejsze zło – student
- 2011: Licencja na wychowanie – prezes Weroniki
- 2013: Ojciec Mateusz – Hetman
- 2014: Fotograf – Fotograf
- 2015: Uwikłani – podkomisarz Roman Bajer (odc. 1)
- 2016: Barwy szczęścia – krawiec Jakub
- 2021–2022: BrzydUla 2 – Alan

Dubbing
- 2021: Cruella – Artie

### Teatr
Studio Buffo
- Metro
- Romeo i Julia – dealer, DJ
- Hity Buffo
- Ukochany Kraj...
- Tyle Miłości
- Polita
- Wieczory w Buffo, m.in.:
  - Wieczór Francuski
  - Wieczór Rosyjski
  - Wieczór Latynoski
  - Wieczór Włoski
  - Wieczór Bałkański
  - Wieczór Brytyjski

Teatr na Woli
- Chłopcy z Placu Broni

Teatr Capitol
- Dajcie mi tenora

### Teatr Telewizji
- Kamera marzeń – pan młody

## Dyskografia
Albumy
- Ulicami miast (2001; z zespołem Flame)
- Jak oni śpiewają (2007)

Single
- „Siła”
- „Wyjechać stąd”
- „Kilka słów”
- „Cokolwiek niesie los”
- „Dom”